# Laterallus melanophaius

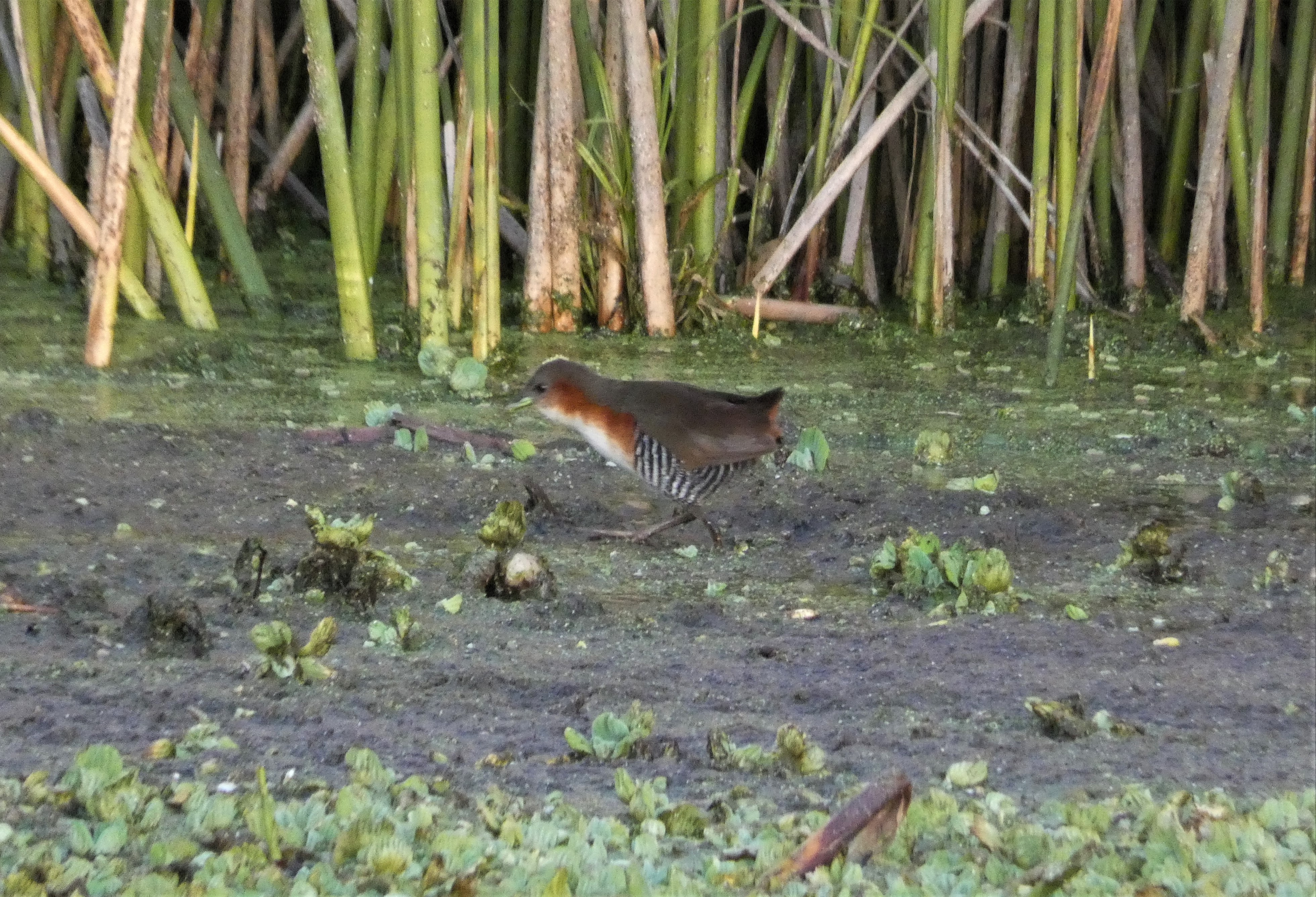
Ejemplar de Burrito patas verdes registrado en Uruguay

La polluela burrito o polluela flanquirrufa (Laterallus melanophaius), también denominada burrito común y burrito canela (Argentina), burrito patas verdes (Uruguay), burrito silbón (Paraguay), polluela pechiblanca (Colombia) o cotarita pechiblanca (Venezuela),  es una especie de ave gruiforme perteneciente al género Laterallus que integra la familia Rallidae. Es nativa de América del Sur.

## Descripción
Tiene una longitud total de 17 cm. La corona es pardo grisácea; mejillas, lados del cuello y pecho y subcaudales, rufo leonados; flancos barrados de blanco y negro; garganta y resto ventral blanco, patas pardo oliváceas.  El color de las subcaudales y de las patas lo distinguen de Laterallus leucopyrrhus, que presenta subcaudales blancas y patas rojas. Las patas son pardo oliváceas (y no verdes) como se desprendería del nombre popular burrito patas verdes.
El juvenil de la especie presenta un plumaje más pálida que el adulto.

## Distribución y hábitat
Se encuentra en todos los países de América del Sur, excepto Chile.

Habita en pajonales, matorrales, juncales en el entorno anegadizo de lagunas, esteros, arroyos, ríos, con o sin árboles cercanos.

## Comportamiento

### Alimentación
Solitario o en pares, se alimenta de artrópodos, semillas y hojas en el suelo.

### Reproducción
Construye un nido globular, con entrada lateral, fijándolo en arbustos a una altura de 1 m por arriba del agua. La postura es de hasta 5 huevos de color crema, salpicados de marrón, castaño o violeta.

### Vocalización
Vocaliza un trinado áspero descendiente, “tri-r-r-r-r-r-r-r” de varios segundos, al cual hace eco otro individuo, tal vez su par. Emite también un cricrí agudo y un “triiiiiing” corto.

## Sistemática

### Descripción original
La especie L. melanophaius fue descrita por primera vez por el ornitólogo francés Louis Pierre Vieillot en 1819 bajo el nombre científico Rallus melanophaius; localidad tipo «Paraguay».

### Taxonomía
Algunas veces se considera que incluye a la especie Laterallus albigularis (Lawrence, 1861) como subespecie.

### Subespecies
Se reconocen 2 subespecies, con su correspondiente distribución geográfica:
- Laterallus melanophaius oenops (P. L. Sclater & Salvin, 1880) - sureste de Colombia, este de Ecuador, este de Perú y oeste de Brasil.
- Laterallus melanophaius melanophaius (Vieillot, 1819) - costa este de Venezuela hasta Surinam y al sur a través del centro y este de Brasil hasta el este de Bolivia, Paraguay, Uruguay y norte de Argentina.